# Chrysoecia
Chrysoecia is een geslacht van vlinders van de familie uilen (Noctuidae), uit de onderfamilie Hadeninae.

## Soorten
- C. gladiola Barnes, 1907
- C. requies Dyar, 1909
- C. scira Druce, 1889